# 伊尔伯施泰特
伊尔伯施泰特是德国萨克森-安哈尔特州的一个市镇。总面积14.93平方公里，总人口1146人，其中男性575人，女性571人（2011年12月31日），人口密度77人/平方公里。